# ليف سلكي

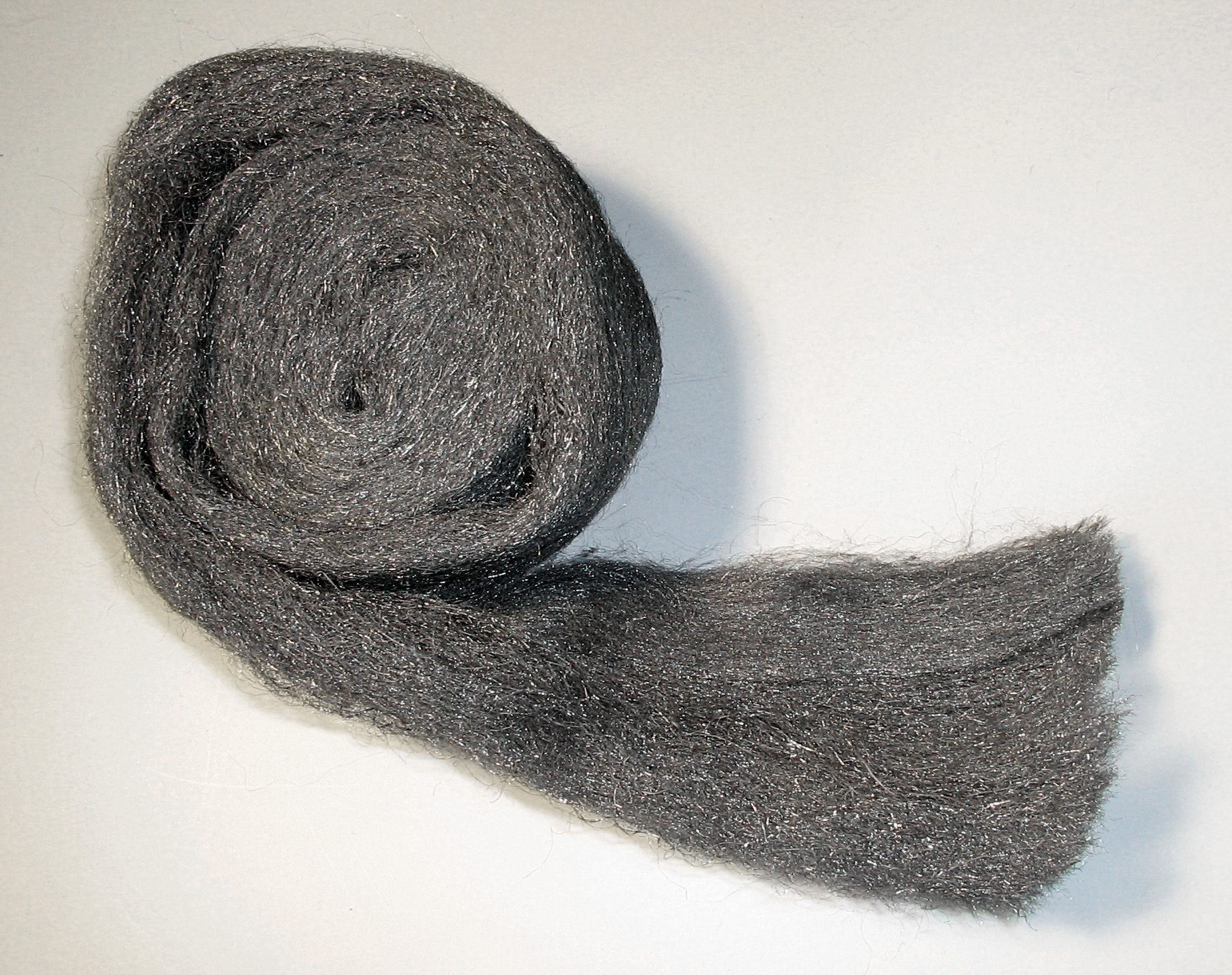
قطعة من الليف السلكي

صوف الفولاذ أو الألياف السلكية هي حزمة من الشعيرات الرفيعة جدًا والناعمة المصنوعة من الفولاذ. وتستخدم عادة في أعمال التنظيف المنزلية كتنظيف أواني الطبخ وتنظيف النوافذ ونحوها، كما تستخدم أيضا كمادة كاشطة في أعمال التشطيب، وتستخدم أيضا في أعمال الترميم كتلميع الخشب والأجسام المعدنية. كما تستخدم أيضا في أعمال الرسم الضوئي.
تُصنع الألياف السلكية من الصلب منخفض الكربون.